# Pueblo Lavalleja
Pueblo Lavalleja, auch als Lluveras bezeichnet, ist eine Stadt in Uruguay.

## Lage
Sie befindet sich im Norden des Departamento Salto wenige Kilometer entfernt von der Grenze zum Nachbardepartamento Artigas in der Cuchilla de los Arapeyes. Der Río Arapey Chico verläuft dabei nördlich, der Río Arapey Grande südlich der Stadt. Südwestlich der Stadt befinden sich der Cerro del Viraró und der Cerro del Tala. Östlich, etwa auf halber Strecke zu Pueblo Ruso und Guaviyú del Arapey, ist der Cerro Minuano zu finden. Die Distanz Pueblo Lavallejas zur in südwestlicher Richtung gelegenen Departamento-Hauptstadt Salto beträgt ca. 120 km.

## Geschichte
Die Gründung von Pueblo Lavalleja erfolgte im Jahre 1860. Festgehalten wurde dies in der gesetzlichen Regelung Ley 613 am 5. März 1860.

## Infrastruktur
Die Stadt verfügt mit den Escuelas Nr. 17 und 18, sowie der „Gral. Juan A. Lavalleja“ genannten Nr. 19 über drei Schulen. Verkehrsinfrastrukturell ist sie über die östlich in Nord-Süd-Richtung vorbeiführende Ruta 4 erschlossen. Wenige Kilometer südlich der Stadt wird diese von der Ruta 31 gekreuzt.

## Stadtverwaltung
Bürgermeister (Alcalde) von Pueblo Lavalleja ist Wilson Sena.

## Einwohner
Die Einwohnerzahl von Pueblo Lavalleja beträgt 1.049 (Stand: 2004). Bei der Volkszählung 1996 waren lediglich 713 Einwohner zu verzeichnen.
| Jahr | Einwohner |
| ---- | --------- |
| 1908 | 4.172     |
| 1963 | 178 (188) |
| 1975 | 138 (148) |
| 1985 | 249 (95)  |
| 1996 | 713       |
| 2004 | 1.049     |

Quelle: Instituto Nacional de Estadística de Uruguay